# Альпклуб МГУ
Альпклу́б МГУ (альпинистский клуб имени Р. В. Хохлова) — подразделение спортивного клуба московского государственного университета им. М. В. Ломоносова (МГУ), один из старейших студенческих альпинистских клубов России. Носит имя академика РАН, ректора МГУ, альпиниста Р. В. Хохлова, который погиб при восхождении на Пик Коммунизма в 1977 году в составе команды альпинистов МГУ.

## История
Альпклуб МГУ (ранее секция альпинистов спортклуба МГУ) возник в первой половине 1930-х годов. В 1935–1940 годах было проведено 6 самодеятельных учебных альпиниад. После войны альпинистский клуб продолжил традицию проведения альпиниад, в 1952 году состоялась 10-я альпиниада.
В 1958 году альпинисты МГУ в составе совместной команды с коллегами из МВТУ принимали участие в скандально известной экспедиции на Пик Победы, вошедшей в историю под названием «Экспедиция Ерохина». Участником этой экспедиции, в числе прочих, также был Р. В. Хохлов.
Воспитанники клуба Балдин, Репин, Туманов, Широков и другие в разное время принимали участие во многих известных восхождениях, становились чемпионами и призёрами различных соревнований по альпинизму, в том числе чемпионами СССР.
В 1989–1990 годах Альпклуб МГУ был одним из сильнейших в Москве в скальном классе. Представители альпклуба неоднократно становились чемпионами и призёрами чемпионата Москвы.

## Современность
Команда Альпклуба МГУ в 2010 году стала победителем и призёром в чемпионате Москвы, а её лидер мастер спорта А. Иванов был признан лучшим альпинистом Москвы. В 2011 году команда Альпклуба МГУ также стала победителем чемпионата в техническом классе.
Альпклуб проводит регулярные учебные занятия и учебно-тренировочные сборы (УТС). Основные сборы проходят летом в горах Кавказа и Тянь-Шаня. Весной проводятся традиционные сборы в Хибинах. Ряд участников весной и осенью организовано выезжают в Крым.
Тренировочный процесс состоит из тренировок по ОФП (2 раза в неделю), скалолазных тренировок (1–2 раза в неделю), лекций (1–2 раза в месяц) и технических тренировок.